# Singladura

Navegació per estima: el pilot marca la seva posició a les 9 am, indicada pel triangle, i, utilitzant el seu rumb i velocitat, estima la seva posició a les 9:30 am i les 10 am.

Singladura o singlada és el camí que fa un vaixell en una jornada de navegació de vint-i-quatre hores, comptada de migdia a migdia.

## Hores d'una singladura
Si una nau navegués sempre per un meridià les singladures serien de vint-i-quatre hores. Però si la navegació del vaixell va cap a llevant o cap a ponent el temps entre dos migdies astronòmics ja no és de 24 hores. En un estudi de Josep Ricart i Giralt (Cálculo de la diferencia de longitud correspondiente al aumento o disminución del día o singladura, por navegar hacia poniente o levante) es presentava aquesta singularitat:
| «                                                                     | Un buque que recorra el paralelo de 60 grados con velocidad de 22 millas por hora, tiene según dijo el Sr. Ricart, una singladura de 25 horas 10 minutos y 24 segundos, si va hacia poniente; y una singladura de solas 22 horas 49 minutos y ... | » |
| — Butlletí de l'Acadèmia de Ciències i Arts de Barcelona: (1892-1900) | |   |

## Documents
- 1494. En el Tractat de Tordesillas es parla de "singladuras".[6]
- 1605. Pedro Fernández de Quirós esmenta "singladura" de forma repetida en el diari de navegació d'una de les seves exploracions.[7]
- 1788. El viatge de tornada d'Agustí Canelles i Carreres des del Carib fou difícil per les tempestes que va suportar el vaixell. El diari de navegació mostra un exemple pràctic del terme singladura.[8]
- 1811. Tratado de pilotaje. Gabriel de Ciscar.[9]
- 1858. Derrotero de las Islas Antillas, de las costas de tierra firme, del Seno Mejicano y de las de los Estados Unidos del norte de América.[10]